# Binino (przystanek kolejowy)
Binino – zamknięty przystanek osobowy a dawniej stacja kolejowa w Bininie na linii kolejowej nr 368 Szamotuły – Międzychód, w woj. wielkopolskim, w Polsce.